# 鳢楚克拉虫
鳢楚克拉虫（学名：Zschokkella ophiocephali）为两极科楚克拉虫属的动物。在中国，分布于辽宁、广东、湖北、浙江、四川、江西等，营寄生生活，寄生在鲢、鳙的胆囊和肠、细体拟鲿、宽鳍鳎的胆囊和肝以及乌鳢的肝。